# 2024 en diplomatie
Cet article présente les faits marquants de l'année 2024 en diplomatie.

## Évènements
- 22 mai : L'Espagne, l'Irlande et la Norvège annoncent reconnaitre officiellement la Palestine comme un État indépendant[1].
- 28 octobre : Le président Emmanuel Macron réaffirme devant le parlement marocain, la reconnaissance de la France sur la souveraineté marocaine sur le Sahara occidental.

## Décès
- 1er janvier : Khemaïs Chammari - Homme politique, défenseur des droits de l'homme et diplomate tunisien.
- 2 janvier : Sartaj Aziz - Diplomate, homme politique et économiste pakistanais.
- 9 janvier : Frédéric Guirma - Diplomate, écrivain et homme politique burkinabé.
- 7 février : Ryōko Akamatsu - Diplomate, fonctionnaire et femme politique japonaise.
- 10 février : Askar Mussinov - Diplomate kazakh.
- 18 février : Cornelio Sommaruga - Juriste et diplomate suisse.
- 9 avril : Eugénio Lisboa - Essayiste, critique littéraire, enseignant et diplomate portugais.
- 15 mai : Hans-Georg Wieck - Diplomate allemand.
- 19 juin : Michel Dupuch - Diplomate français.
- 22 juin : Sidiba Koulibaly - Diplomate guinéen.
- 8 juillet : Sergio de Queiroz Duarte - Diplomate brésilien.
- 26 juillet : Tom C. Korologos - Journaliste, haut fonctionnaire, conseiller politique et diplomate américain.
- 27 juillet : Georges Berthoin - Diplomate et haut fonctionnaire français.
- 12 août : 
  - Antônio Delfim Netto - Journaliste, diplomate et homme politique brésilien.
  - Michel de Bonnecorse - Haut fonctionnaire et diplomate français.
- 19 août : Guy de Muyser - Diplomate et économiste luxembourgeois.
- 26 août : Nabil el-Arabi - Juriste, diplomate et homme politique égyptien.
- 8 septembre : Ana Gervasi - Avocate, diplomate et femme politique péruvienne.
- 17 septembre : Mohamed Mahmoud Ould Mohamedou - Historien et diplomate américano-helvético-mauritanien.
- 23 septembre : Hadelin de La Tour du Pin - Diplomate français.